# Portada/article abril 24

## Rinoceront de Java
El rinoceront de Java (Rhinoceros sondaicus) és un membre de la família dels rinoceròtids i un dels cinc rinoceronts vivents. Pertany al mateix gènere que el rinoceront de l'Índia i té una pell en mosaic, similar a la d'aquest, que s'assembla a una armadura; tanmateix, amb una llargada de 310-320 centímetres i una alçada de 140-170 centímetres, és més petit que el rinoceront de l'Índia i té una mida més similar a la del rinoceront negre. La banya, de menys de 25 cm, és més petita que en la resta d'espècies de rinoceront.
El rinoceront de Java pot viure aproximadament 30-45 anys en estat salvatge. Històricament, habitava en jungles de terres baixes, herbassars humits i grans planes inundables. És essencialment solitari, i sol evitar els humans, tot i que ataca si se sent amenaçat.